# جوران كوستيك
جوران كوستيك هو ممثل بوسني، ولد في 18 نوفمبر 1971 في البوسنة والهرسك.

## أعمال

### أفلام
- (2010) من الآلهة والرجال
- (2011) في أرض الدم والعسل[3]
- (2018) الرجل النملة والدبورة

## وصلات خارجية
- جوران كوستيك على موقع IMDb (الإنجليزية)
- جوران كوستيك على موقع قاعدة بيانات الأفلام العربية
- جوران كوستيك على موقع ألو سيني (الفرنسية)
- جوران كوستيك على موقع أول موفي (الإنجليزية)
- جوران كوستيك على موقع قاعدة بيانات الأفلام السويدية (السويدية)
- جوران كوستيك على موقع قاعدة بيانات الفيلم (الإنجليزية)
- جوران كوستيك على موقع كينوبويسك (الروسية)